# الكتابة النسائية (الفئة الأدبية)
كجانب منفصل عن الدراسات الأدبية، يستند المجال الأكاديمي لكتابة المرأة على فكرة أن الجنس النسوي صّور تجارب المرأة تاريخيا. وبهذا فإن لكاتبات النساء من خلال التعريف هي مجموعة تستحق دراسة منفصلة ولذلك لأن نصوصهم تبرز وتدخل في ظروف عادة ما تكون مختلفة عما ينتجة الكتّأب. وهي ليست مسألة أو موقف سياسي من كاتب معين، ولكن من موقف جنسها، أي موقفها كامرأة في عالم الأدب. حيث قام العديد من مختصصي المجلات، والمنظمات، والجوائز، والمؤتمرات التي تركز بصورة رئيسية أو حصرية على النصوص التي تنتجها النساء، بالاعتراف جهرا، بالكتابة النسائية، كجانب منفصل من الدراسات والممارسة الأدبية.وقد تطورت دراسة الكتابة النسائية في عام 1970 ومنذ ذلك الحين، تقدم النساء معظم برامج الأدب الأمريكية الإنجليزية، دورات في جوانب محددة من الأدب من قبل النساء، وتعتبر الكتابة النسائية عموما مجالا لتخصص في حد ذاتها.

## الفئات البارزة

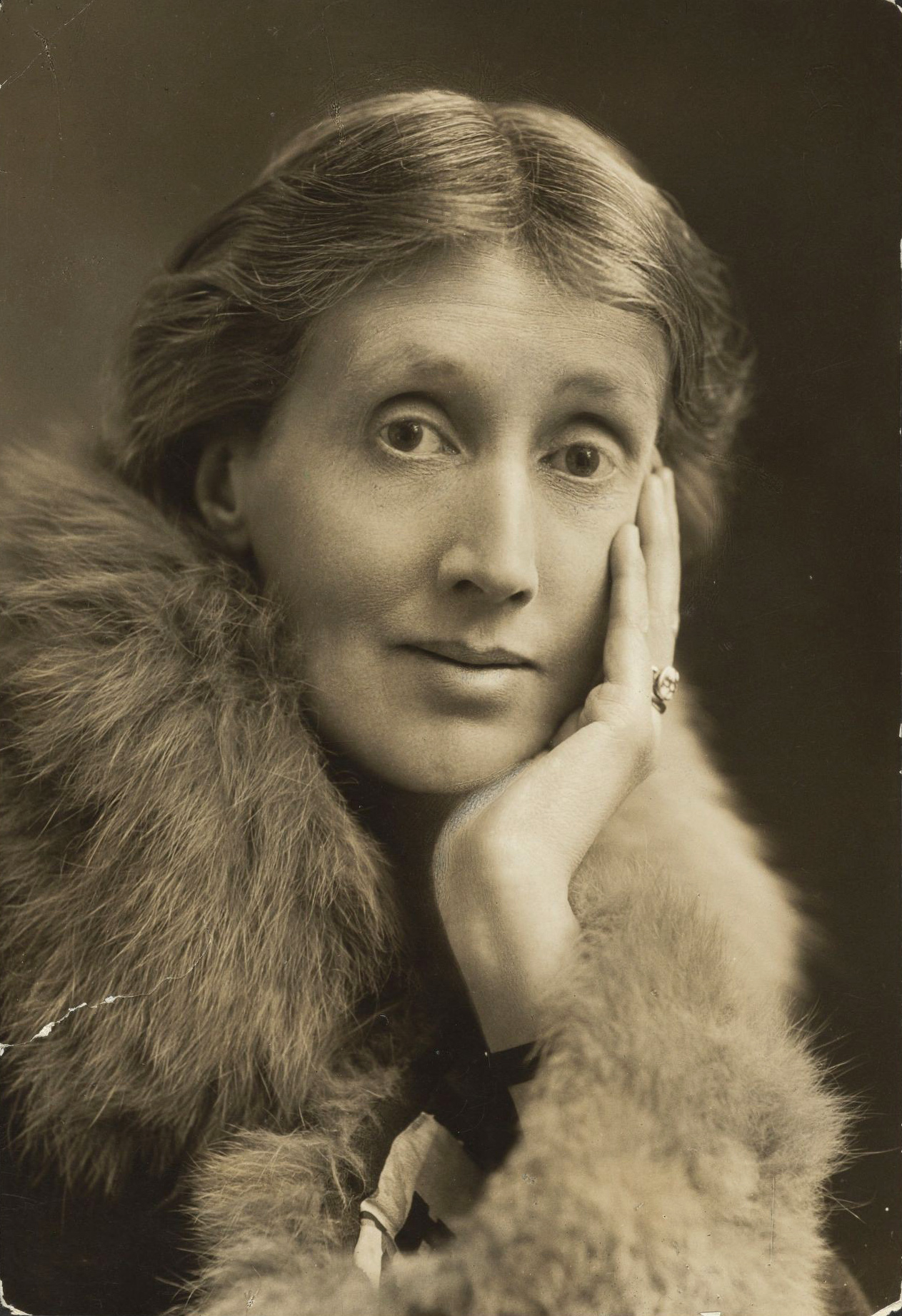

لدى مناقشة المساهمة الثقافية الأوسع للمرأة كفئة مستقلة، تاريخ طويل. ولكن الدراسة المحددة لكتابة المرأة كفئة متميزة من الاهتمام العالمي حديث نسبيا. وهناك أمثلة لقائمة من الكاتبات في القرن ال18 ، بما في ذلك مذكرات جورج بالارد عن نخبة السيدات من بريطانيا العظمى الذين كانوا يحتفلن بكتابتهن أو مهاراتهن في تعلم اللغات والفنون والعلوم.(1752)؛ وكذلك جون دونكومبو من فهرس الكاتبات ومن الإناث البارزات، أو مذكرات من السيدات الأكثرتوهجا. من جميع الأعمار والدول، والذين تميزوا بتفوق بالشهامة، والتعلم، والعبقرية، والفضيلة، والتقوى، وغيرها من الأوقاف الممتازة.وبالمثل تم معاملة النساء كفئة متميزة من مختلف الكتابات المعادية للمرأة، وربما أفضل مثال على ذلك ريتشارد بولي وول، الذي نقد في الآية من كاتبات النساء في نهاية القرن ال18، مع التركيز بشكل خاص على ماري ولستونكرافت ومسارها. المناقشات السابقة عن المساهمات الثقافية الأوسع للمرأة يمكن أن نجدها حتى في القرن الثامن قبل الميلاد.وذلك عندما جمعت هسيود «قائمة النساء» وهي قائمة بطلات الألهات من النساء. وكذلك ادرج بلوتارخ بطولة واحترافية النساء في الكتابة. وفي فترة العصور الوسطى، أستخدمت بوكاتشيو المرأة الأسطورية والكتاب المقدس كالنماذج الأخلاقية في مجموعة من السير الذاتية التاريخية ل (مشاهير النساء) (1361-1375)، والملهم مباشرة، كتبت كريستين دو بيزان كتاب مدينة السيدات (1405).
وقد اهتمت الكاتبات بأنفسهن بأتباع«تقاليد النساء في الكتابة».منهم ماري سكوت التي الفت «الأنثى المحامية..والشعر الملهم من قراءة السيد دونكبو» (1774). هو واحد من هذه الأعمال الأكثر شهرة في القرن ال18، وهي الفترة التي شهدت ازدهارا لنشر أعمال الكاتبات. وكانت مثالا على دفعة الفترة الحديثة لاستكشاف تقاليد الكتابة النسائية. ومع ذلك، سعى وولف إلى شرح عما ينظر إليه كغإئب. وبحلول منتصف القرن تحول اهتمام العلماء إلى إيجاد واستعادة الكتّأب «المفقودين». بحيث اضحى الكثير لاستعادتة، فكان من الشائع لمحرري القواميس أو مقتطفات من كتابة المرأة للإشارة إلى صعوبة الاختيار من جميع المواد المتاحة.
وقد ركزت تجارة الناشرين بالمثل على الكتابة النسائية في الآونة الأخيرة: ومنذ 1970 كان هناك عدد من الدوريات الأدبية (مثل النار الضارة، وغرفة للمرئ الواحد) والتي كرست لنشر الأعمال الإبداعية للكتابات المرأة، وهناك عدد من الدوافع أيضا، مثل «صحيفة ذا سكند ستوري» والصحافة النسائية. وبالإضافة إلى ذلك، مواصلة نشر كل من التجارة والمطابع الأكاديمية لمجموعات والمختارات من الكتابة النسائية.وفي مسألة سواء كان «تقاليد المراة» امرا مضايقا أو لا، أشار بعض العلماء والمحررين إلى «شريعة المرأة» و «ونسل المرأة الأدبية» والطلب «لتحديد المواضيع المتكررة واتباع الأنماط التطورية والربط» في كتابة المرأة، ولكن مجموعة من الكتابة النسائية عبر الزمن والمكان كانت هائلة حتى أنه وفقا لبعض، كانت غير دقيقة للحديث عن «الكتابة النسائية» بالمعنى الشامل. بحيث أطلق كلير باك على «الكتابة النسائية» أنها «فئة غير مستقرة». وعلاوة على ذلك، لا يمكن اعتبار الكاتبات جزء من معاصريهم من الذكور والتقليد الأدبي الأكبر.وزادت المنحة الدراسية الأخيرة على أساس العرق، والطبقة، والنشاط الجنسي في الأدب من تعقيد هذه المسألة، ويتكاتف ضد الدافع إلى وضع «تقليد المرأة.» بعض العلماء، مثل روجر ونسديل، حافظ على أن شيئا من القواسم المشتركة موجود وأنه «من غير المعقول أن ننظر إلى» الكاتبات «في بعض الجوانب كحالة خاصة، بالنظر إلى ضعفها التعليمي والمفاهيم الضيقة لل» المؤنث «في السلوك الاجتماعي والأدبي التي تواجهها.». استخدام مصطلح «الكتابة النسائية» يعني ا لاعتقاد بأن النساء في بعض المعاني تشكل المجموعة، ومع ذلك المتنوع أي يجمعهم موقف من الاختلافات على أساس الجنس.
إعادة اكتشاف الأعمال المهملة من الماضي.
في الغرب، دفعت الموجة الثانية من الحركة النسوية الوحي العام من الإسهامات التاريخية للمرأة، ومختلف مجالات ثانوية الأكاديمية، مثل تاريخ المرأة والكتابة النسائية، وضعت ردا على الاعتقاد بأن أسهامات وحياة المرأة كانت غير معلن في الاهتمام العالمي. وأعطيت الكثير من المنح الأدبية النسوية هذه الفترة المبكرة إلى إعادة اكتشاف واستصلاح النصوص المكتوبة من قبل النساء. وكانت دراسات دال سبيندرز «ماذر ان نوفلز»(1986)، وجين سبنسر «ذا رايز اوف ذا وومن نوفلزت»(1986) قد فتح آفاقا جديدة في إصرارهم بأن النساء دائما يكتبون. بما يتناسب مع هذا النمو في الفائدة الاهتمام العالمي، وبدأت العديد من المطابع المهمة إعادة إصدار طباعة النصوص. وبدأت مطابع فارجو بنشر قائمة كبيرة من الروايات في القرن 19 وأوائل القرن 20 في عام 1975، وأصبحت واحدة من المطابع التجارية الأولى للمشاركة في مشروع الاستصلاح.و في 1980s صحيفة باندورا، المسؤولة عن نشر دراسة سبندر، أصدر خط رفيق من الروايات في القرن ال18 المكتوبة من النساء. وفي الآونة الأخيرة، لا تزال مطابع بروادفيف تصدر الروايات للقرن18- والقرن ال19، والعديد حتى الآن تقوم بالطباعة، ولدى جامعة كنتيوكي سلسلة من إعادة نشر روايات النساءالحديثة.فكان هناك نمو متناسب في مجال القواميس السيرية للكاتبات بسبب إدراكهن، ولكن وفقا لأحد المحررين، أن «معظم نسائنا ليست ممثلة في الكتب المرجعية» القياسية «في هذا المجال». وقد تطور الاهتمام الواسع في الكتابة النسائية بجانب التأثير وكان هذا التاثير من، إعادة التقييم العام والتوسع في الشريعة الأدبية. فأدى الاهتمام في أدب ما بعد الاستعمار، والأدب الجنسي والمثلي، والكتابة عن طريق الملونين، أعمال كتابات الناس، والإنتاجات الثقافية للفئات المهمشة تاريخيا في توسيع نطاق كامل من ما يعتبر «أدب»، ومن الأنواع التي لا تعتبر «أدبية» حتى اليوم (مثل الكتابة للأطفال، والمجلات، والرسائل، وأدب الرحلات، ضمن أشياء أخرى كثيرة) [10] والتي أصبحت من الموضوعات ذات الاهتمام العلمي. خضعت معظم الأنواع والأنماط الفرعية لتحليل مماثل، على سبيل المثال «النساء القوطيات» أو الخيال العلمي للمرأة.

## التمييز (الفروق)
أعرب روبرت سيلفربيرغ في مقدمة لجيمس تيبتري «الفتاة التي علقت في...», عن عاطفتة التي يجب للأسم الأدبي فيها ان يعود إلى الرجل، إذ ان بناء الجملة والمعجم المستخدم في القصة القصيرة كانت للمذكربشكل واضح. وقارن سيلفربيرغ كتابة تيبتري بهمنغواي، قائلا انه يتم إيجاذ «الذكورة» حقيقا في الكتابة التي تكون «بسيطة ومباشرة، واضحة»، ويستخدم اسلوب «الاعتماد على الحوار يتخللها نزاعات واضحة أسفل التوضيح». وقد ثبت لاحقا كونه مخطئا، حيث أن تيبتري هو في الواقع أليس شيلدون، وهي كاتبة. هذا يثير التساؤل حول ما إذا كانت كتابة الذكور والإناث ذو فرق واضح في الطريقة التي يكتبون بها، وما إذا كان هناك بعض المعلمات التي تحدد «الكتابة النسائية». وفي الواقع، تدعم دراسات متعددة حقيقة أن هناك فروق موجودة بين الاثنان.

## الكتابة الكاديمية
يوجد في الكتابة الأكاديمية، اختلافات ملحوظة بينهم من حيث بناء الجملة وهيكل الكتابة النسائية والكتابة الرجالية. وقد أظهرت دراسة الفروق بين متقني الكتابة من الرجال والنساء أن جملهم غالبا ما تحتوي على أكثر من مكونات، وهذا يعني أنها تشكل أكثر الأفكار تعقيدا. من خلال دراسة عدد ""T-unitsوحدات –تي – وهي أقصر تعبير التي يمكن تقسيمها إلى مكونات مختلفة (غالبا ما تكون جملة) - بالمقارنة مع عدد من العبارات، يمكن للمرء أن يرى أن المرأة تستخدم العديد من الفقرات مرتين تقريبا كجْمل. بينما الرجال، من ناحية أخرى، يكون حوالي نسبة 0.70 من العبارات في الجملة الواحدة، مما يوحي بأن ما يقدمونه فكرة واحدة فقط في الجملة. وبالمثل، تستخدم النساء حوالي 21٪ من الترابط «التماسك» في كتاباتهم بشكل يفوق الرجال، مما يبين أن النساء نقلوا الأفكار ألي جمل أو عبارات متعددة في كثير من الأحيان، معرضهم في ذلك إلى جدال أكثر تعقيدا. كما تميل النساء إلى استخدام أعادة الصياغة بدلا من الاقتباس المباشر عند دمج المعلومات من مصادرخارجية

## تجارب على الأطفال
بالإضافة إلى ما سبق، تنص مقالة "الفروق بين الجنسين في كتابة اللغة الإنجليزية كلغة أجنبية EFL " على أنة قد أجريت الأبحاث على الفروق بين الجنسين في الكتابة بين الأطفال. بحيث كشفت دراسة بنتر ورتشل في (1996) في " الشهادة العامة للتعليم الثانوي،" " "GCSE لأمتحان اللغة الإنجليزية في المدارس الابتدائية في المملكة المتحدة أن الفتيات قد سجلن أفضل في الكتابة الخيالية، والانعكاسية، والتعاطفية بينما سجل الأولاد أفضل في الكتابة الجدلية والواقعية ". والتي تقدم دليلا للموقف الذي ينص على وجود اختلاف متأصل في الكتابة من الرجال والنساء، والذي يبدأ في وقت مبكر جدا في الحياة. ومع ذلك، ليس هو الحال
بالنسبة للجميع، فقد أظهرت مقالة أليس شيلدون في «الفتاة التي علقت في ..»، الذي كان يعتقد أن تكون مكتوبة من قبل رجل على أساس نوع اللغة المستخدمة. مزيدا من الأدلة عن الفرق بين الكلمة المكتوبة من الفتيان والفتيات في التواصل الكتابي. فيما بينت تحليل تكاليف طلاب الصف الثامن أن الفتيات سجلن باستمرار اعلي النقاط في تكاليفهن أكثر الأولاد، حتى عندما مالت نقاط الأولاد إلى زيادة أو فوق المتوسط نحو الكتابة. وحتى أن المادة تنص على أن سلوكيات كتابة الفتيات «أكثر من المرغوب فيه» في الواقع المدرسي العام. وتشير الدراسات إلى أنه حتى عندما تكون جميع العوامل هي نفسها، بما في ذلك السلوك التعلم والموقف، تظل الفتيات أكثر نجاحا في فصول الكتابة .

## الكتابة الإبداعية
تمتد هذه الصفات المرغوبة حتى مرحلة البلوغ، وكدراسة تظهر نفس النتائج في استخدام اللغة الإبداعية أو العاطفية لدى البالغين . يتم فحص الاختلافات في وصف اللون الذي يدل على أن المرأة لديها أكبر "عاطفية" في ما يخص ذلك. عموما تستخدم النساء اللغة الوصفية أكثر من الرجال. ويستخدم الرجال أقل من ذلك، وبالتالي يشار إليه أقل "عاطفية" بشكل عام. ليست هناك علاقة بين العاطفية وعمر الرجل ولكن هناك علاقة للمرأة. ويدعم هذا الاختلاف المتأصلة المفروضة بين الرجال والنساء من حقيقة أنه يبدو لا فرق بينهم في مختلف البلدان / والثقافات . ومن المثير للاهتمام، قد نقل تم مثل هذه النتائج في العديد من الثقافات. فقد درس يانغ (2000) المتحدثين باللغة الصينية من الذكور والإناث الذين كانوا في أقسام اللغة الإنجليزية الجامعية فوجد أن النساء تمتلك أكثر المفردات "الملونة" (باللغتين الإنجليزية والصينية)، وكانت هذه "الكلمات الملونة "أكثر تفصيلا في الترجمة الصينية ". في حين أن هذا قد يكون لها علاقة ما مع التفوق المفترض للمرأة، لكنه يظهر أيضا أن اللغة التي يستخدمونها للوصف أكثر وضوحا وتفصيلا مع "العاطفية"، واستمر هذا الفرق في جميع أنحاء الأجناس والأعراق والثقافات.

## الترميز
تمتدالاختلافات الأسلوبية بين بناء الجملة والمعجم بين الرجال والنساء حتى إلى ما بعد التواصل الكتابي. ويوجد الصدع نفسه في التطبيقات الأخرى من الاتصال . ويعتقد في برمجة الكمبيوتر والترميز، أن المرأة كتابة الترميز البرمجية هي الأكثر سلاسة في الاستخدام، وتحتوي على تعليقات تشرح كيفية استخدامه، وسهلة لفهم المتغيرات، بينما الترميز المكتوب من الرجال يميل إلى أن يكون خفي وغامض. تقول إيما ماكقراتن، وهي مبرمج تقع في وادي السيليكون، أنها يمكن أن تحدد بدقة ما إذا كانت كتابة الترميز البرمجية لرجل أو للمرأة من خلال النظر في ذلك فقط.
قد يكون رمز المرأة مختلف عن الرجل، ولكن هذا لا يجعلها نسويه بطبيعتها. ولا وجود لترميز النسوي .وقد عنت برمجة مشاريع «عالم بدون نفط»"WWO" ومشروع «أورلاندو» إلى جمع الأرشيف النسويه لأعمال المرأة عبر التاريخ. وقد اسُتفذت أساليب كتابة المرأة في عالم الترميز الرقمي، وبرزت كممارسات نسوية. وتقول جاكلين ويرنمورنت عن هذه الأرشيفات «المحفوظات»، أنه «يوجد للمحفوظات الرقمية وحدتين تاريخيا - علوم الحاسوب والأرشيفية ويواجة العلماء الأدبيين الذين يعتمدون على مواد الكتب الأرشيفية أوالنادرة، حيرة الأعتراف به أو لا، وشكلت الوصية المؤسسية من خلال ممسارسة القوة البطريركي، سلطة تحديد القيمة، والتصنيف، والوصول». لأن الرجال وطرقهم في ألقاء الأدب كانوا المسؤوليين لفترة طويلة، فتضطر النساء إلى فرز الأرشفة رقميا على ما هو أكثر أهمية في المغزى النسوي. وقد أثرت أساليب كتابة الرجال على نظرتهم للأدب بوصفه السلطة في هذا المجال، ولكن النساء أصبحن أكثر أهمية، وحالت أساليب واستراتيجيات كتاباتهم إلى النور.